# Victor Franzoni
Victor Franzoni (ur. 5 października 1995 roku) – brazylijski kierowca wyścigowy.

## Kariera

### Początki
Franzoni rozpoczął karierę w jednomiejscowych samochodach wyścigowych w 2011 roku w Formule Abarth. We włoskiej edycji w ciągu dwóch wyścigów zdobył 3 punkty, co mu dało 21 pozycję w klasyfikacji końcowej, zaś w europejskiej serii z dwoma punktami był 23. Poza tym wystąpił także w Brazylijskiej Formule Future Fiat, w której sześciokrotnie stawał na podium, a dwa razy zwyciężał. Sezon ukończył tam na 5 pozycji. W sezonie 2012 wystartował jeszcze w otwartych mistrzostwach Brazylii w Formule 3 (ang. Formula 3 Brazil Open), w której był 6.

### Formuła Renault
W 2012 roku Franzoni rozpoczął starty w Europejskim Pucharze Formuły Renault 2.0 oraz Alpejskiej Formule Renault 2.0. W obu tych seriach podpisał kontrakt z fińską ekipą Koiranen Motorsport. Gdy w europejskiej serii nie był klasyfikowany, w alpejskiej edycji z dorobkiem 43 punktów ukończył sezon na 11 pozycji. Na kolejny sezon startów w Europejskim Pucharze Formuły Renault 2.0 Brazylijczyk przedłużył kontrakt z ekipą Koiranen Motorsport. Z dorobkiem siedmiu punktów został sklasyfikowany na dziewiętnastej pozycji w klasyfikacji generalnej.
W sezonie 2014 Brazylijczyk wystartował podczas niemieckiej rundy Europejskiego Pucharu Formuły Renault 2.0 z austriacką ekipą China BRT by JCS. Pierwszy wyścig ukończył na dziewiątej pozycji, a w drugim był dziewiętnasty. Z dorobkiem czterech punktów został sklasyfikowany na 21 pozycji w klasyfikacji generalnej.

### USF2000
W 2014 roku Brazylijczyk poświęcił się głównie startom w Stanach Zjednoczonych, gdzie dołączył do stawki Cooper Tires USF2000 Powered by Mazda. W edycji zimowej odniósł jedno zwycięstwo i trzykrotnie stawał na podium. Uzbierane 84 punkty dały mu siódme miejsce w klasyfikacji generalnej. W głównej edycji na podium stawał czterokrotnie, w tym raz na jego najwyższym stopniu. Dorobek 201 punktów uplasował go na piątej pozycji w końcowej klasyfikacji kierowców.

## Statystyki
| Sezon | Seria                                 | Zespół                | Wyścigi | Zwycięstwa | PP | NO | Podium | Punkty | Pozycja |
| ----- | ------------------------------------- | --------------------- | ------- | ---------- | -- | -- | ------ | ------ | ------- |
| 2011  | Brazylijska Formuła Future Fiat       | Signatech             | 12      | 2          | 0  | 6  | 6      | 98     | 5       |
| 2011  | Europejska Formuła Abarth             | Cram Competition      | 2       | 0          | 0  | 0  | 0      | 2      | 23      |
| 2011  | Włoska Formuła Abarth                 | Cram Competition      | 2       | 0          | 0  | 0  | 0      | 3      | 21      |
| 2012  | Formuła 3 Brazil Open                 | Hitech Racing         | 4       | 0          | 0  | 0  | 0      | N/A    | 7       |
| 2012  | Alpejska Formuła Renault 2.0          | Koiranen Motorsport   | 11      | 0          | 2  | 0  | 0      | 43     | 11      |
| 2012  | Europejski Puchar Formuły Renault 2.0 | Koiranen Motorsport   | 2       | 0          | 0  | 0  | 0      | 0      | NS      |
| 2013  | Europejski Puchar Formuły Renault 2.0 | Koiranen Bros         | 14      | 0          | 0  | 0  | 0      | 7      | 19      |
| 2014  | Europejski Puchar Formuły Renault 2.0 | China BRT by JCS      | 2       | 0          | 0  | 0  | 0      | 4      | 21      |
| 2014  | F3 Brazil Open                        | Hitech Racing         | 1       | 0          | 0  | 0  | 0      | 0      | 2       |
| 2014  | Cooper Tires Winterfest - USF2000     | Afterburner Autosport | 5       | 1          | 0  | 1  | 3      | 84     | 7       |
| 2014  | Cooper Tires USF2000 Powered by Mazda | Afterburner Autosport | 14      | 1          | 1  | 2  | 4      | 201    | 5       |